# Rétinotopie

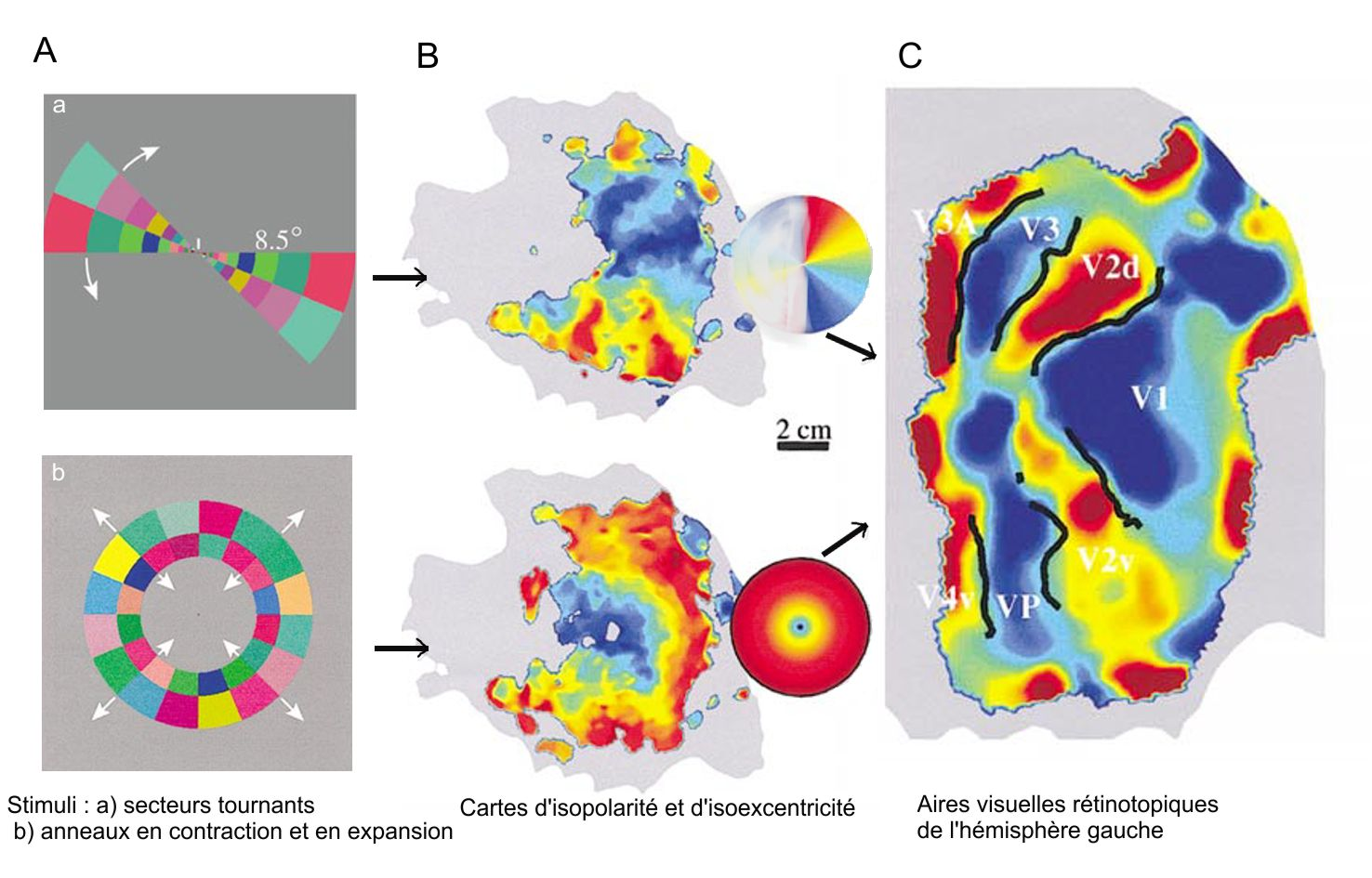
Carte retinotopique

La rétinotopie désigne l'organisation spatiale des réponses neuronales à des stimuli visuels. 
Dans de nombreuses régions du cerveau, les neurones qui répondent à une stimulation venant d'une portion donnée du champ visuel sont situés juste à côté des neurones dont le champ récepteur couvre des portions adjacentes. 
Par conséquent, l'ensemble des neurones de ces régions cérébrales forment une représentation topographique du champ visuel à partir de sa projection sur la rétine.